# Eduard Pant
Eduard Pant (ur. 28 stycznia 1887 w Witkowicach, dziś dz. Ostrawy, zm. 20 października 1938 w Katowicach) – niemiecki nauczyciel i dziennikarz, doktor filozofii, działacz mniejszości niemieckiej II RP, senator II i III kadencji II RP oraz poseł na Sejm Śląski I, II i III kadencji w II RP. Wicemarszałek Sejmu Śląskiego w latach 1922-1929.  Redaktor naczelny "Der Oberschesische Kurier", najpoczytniejszego dziennika niemieckiego w Polsce, wydawanego w Królewskiej Hucie (obecnie Chorzów).

## Życiorys
Urodził się w rodzinie niemieckich rolników na Śląsku Austriackim. Ukończył gimnazjum w Morawskiej Ostrawie, później studiował filologię, germanistykę oraz filozofię na Uniwersytecie w Pradze. Jesienią 1910 zdał egzaminy nauczycielskie i rozpoczął studia filozoficzne, które uwieńczył w 1913 doktoratem. Od 1910 pracował w niemieckojęzycznych szkołach na terenie Austro-Węgier: w Pradze, Linzu i Wiedniu). W 1914 wrócił do Księstwa Górnego i Dolnego Śląska, by podjąć pracę jako nauczyciel łaciny i greki w gimnazjum miejskim w Bielsku. W tej szkole pracował aż do 1930 (z przerwą na służbę wojskową podczas I wojny światowej).
Jako przedstawiciel Katholische Volkspartei był w latach 1920–1926 członkiem rady miejskiej w Bielsku i wiceburmistrzem tego miasta. W styczniu 1927 wybrano go na miejsce zmarłego Thomasa Szczeponika przewodniczącym KVP, przemianowanej dwa tygodnie później na Deutsche Katholische Volkspartei (DKVP).  Przewodniczył także organizacji niemieckich katolików w RP (Verband deutscher Katholiken in Polen).
W 1922 redagowane przez siebie "Ostschlesische Post" w Bielsku, przekształcił w mutację organu DKVP - "Der oberschlesische Kurier”, wydawanego w Królewskiej Hucie (obecnie Chorzów), którego został redaktorem naczelnym. Był to najpoczytniejszy ze wszystkich dzienników niemieckich w Polsce, miał dzienny nakład ok. 48 tys. egz. Do 1930 także przewodniczący rady nadzorczej wydawnictwa "Der Kurier G.m.b.H.".
Poseł na Sejm Śląski I, II i III kadencji (1922–1935), wybrany z listy DKVP. Wicemarszałek, przewodniczący Klubu Niemieckiego w Sejmie Śląskim. Senator RP II i III kadencji (1928-1935), wybrany z listy Bloku Mniejszości Narodowych (1928) oraz z listy niemieckiej (1930), z okręgu Katowice. Członek Komisji Prawniczej oraz Niemieckiego Klubu Parlamentarnego. Po 1928 bronił razem z ChD, NPR i PPS demokracji w województwie śląskim.
Do 1933 roku lojalny wobec Niemiec i Polski. Przeciwstawiał się nazistowskiej ideologii narodowo-socjalistycznej podczas wystąpień publicznych, na łamach prasy, na forum Sejmu Śląskiego, Senatu R.P., a także na zebraniach DKVP i VdK. M.in. podczas wystąpienia 29 marca 1933 w Sejmie Śląskim powiedział: My, jako mniejszość narodowa, nie mamy i nie chcemy mieć nic wspólnego z dążeniami i poglądami, które godzą w całość Państwa (...) Jako obywatele państwa polskiego znamy swoje obowiązki wobec państwa i zawsze też domagać się będziemy lojalnego ich spełniania". W czerwcu 1933 DVKP zawiesiła współpracę z niemieckimi nacjonalistami w Volskbundzie; w lipcu 1933 rozszerzając swe wpływy na środowiska ewangelickie, z jego inicjatywy partia zmieniła nazwę na Deutsche Christliche Volkspartei (DChVP). W lipcu 1934 zrezygnował z funkcji II kierownika Volksbundu.
Wskutek poczynań sympatyków nazistów, we wrześniu 1933 zwolniono z funkcji redaktora naczelnego "Der oberschlesische Kurier” jego współpracownika, J.C. Maiera. Po nieudanej próbie kupienia w grudniu 1933 pakietu kontrolnego wydawnictwa "Der Kurier G.m.b.H.", w lutym 1934 zostaje wraz z grupą przyjaciół wydawcą antynazistowskiego tygodnika "Der Deutsche in Polen". Wskutek wzrostu poparcia dla nazistów, w grudniu 1934 przegrywa wybory na funkcję przewodniczącego VdK. Angażuje się w działalność DChVP, którego wpływy maleją wśród sympatyzującej z nazizmem mniejszości niemieckiej. Bezowocna pozostaje także próba utworzenia, wraz z łotewskim antynazistą dr P. Schiemanem, Verband der Deutschen in Polen.
W styczniu 1935, jako jeden z niewielu senatorów głosował przeciwko projektowi nowej konstytucji R.P., ograniczającej prawa obywatelskie. W tym samym czasie przez nazistów określany już jest mianem "wroga narodu niemieckiego". Zmarł 20 października 1938 w Katowicach. Pochowany został w grobowcu na cmentarzu katolickim w Bielsku przy ul. Grunwaldzkiej.
Po jego śmierci, żonę Gretę wraz z pięciorgiem dzieci wspierał ówczesny referent Kurii Diecezjalnej w Katowicach, ks. Bolesław Kominek, późniejszy kardynał i autor listu biskupów polskich do niemieckich „Przebaczamy i prosimy o przebaczenie”. Po wybuchu wojny, rodzinę nękało gestapo, w obawie przed aresztowaniem wyjechała do Bielska, po zakończeniu wojny wyemigrowała do Niemiec.